# Georg Witkowski
Georg Witkowski, född den 11 september 1863 i Berlin, död den 21 september 1939 i Amsterdam, var en tysk litteraturhistoriker.
Witkowski studerade för Karl Hildebrand, Friedrich Zarncke och Michael Bernays, blev 1889 docent i Leipzig och 1896 extra ordinarie professor i tyska litteraturen och språket där. Bland hans många arbeten märks Diederich von dem Werder (1887), Die Vorläufer der anakreontischen Dichtung in Deutschland (1889), Goethe (1899; 2:a upplagan 1912), Cornelia (1903), Das deutsche Drama des 19. Jahrhunderts (samma år; 
4:e upplagan 1913), Ludwig Tiecks Leben und Werke (1903), Die Entwicklung der deutschen Literatur zeit 1830 (1911) och Der alte deuische Kriegsgesang (1915). Därjämte var han synnerligen verksam som utgivare av bland andra Gleim, Goethe, Opitz, Schiller och Tieck. Witkowski var utgivare av Meisterwerke der deutschen Bühne och medutgivare av Zeitschrift für Bücherfreunde.